# Landwirtschafts- und Fischereiministerium Osttimors

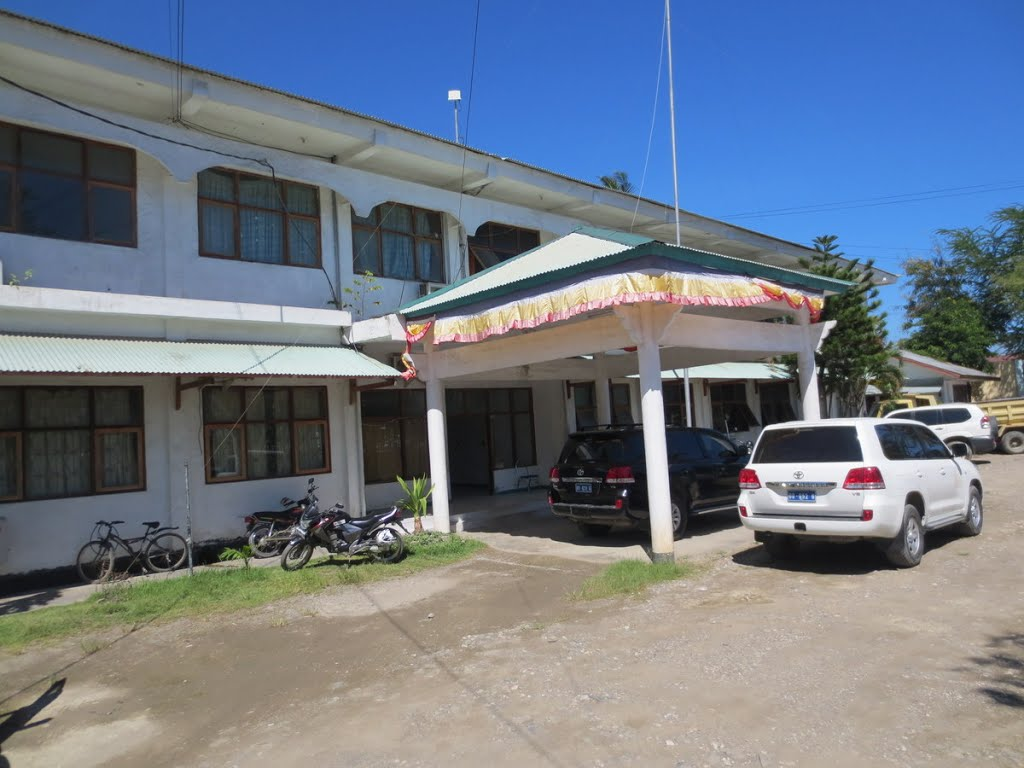
Büro für Forstwirtschaft in Caicoli

Das Landwirtschafts- und Fischereiministerium Osttimors (tetum Ministériu Agrikultura no Peskas; portugiesisch Ministério da Agricultura e Pescas; kurz: MAP) ist die osttimoresische Regierungsbehörde für die Landwirtschafts- und Fischereipolitik des Landes. Die Leitung obliegt dem Landwirtschafts- und Fischereiminister des Landes. Der Sitz des Landwirtschafts- und Fischereiministeriums befindet sich südlich der Avenida Nicolau Lobato in Dilis Stadtteil Comoro. Das Büro für Forstwirtschaft liegt in der Travessa da Rumbia im Stadtteil Caicoli. Neben Land- und Forstwirtschaft und Fischerei trägt das Ministerium auch die Verantwortung für die Nationalparks und Schutzgebiete des Landes.

## Aufgaben

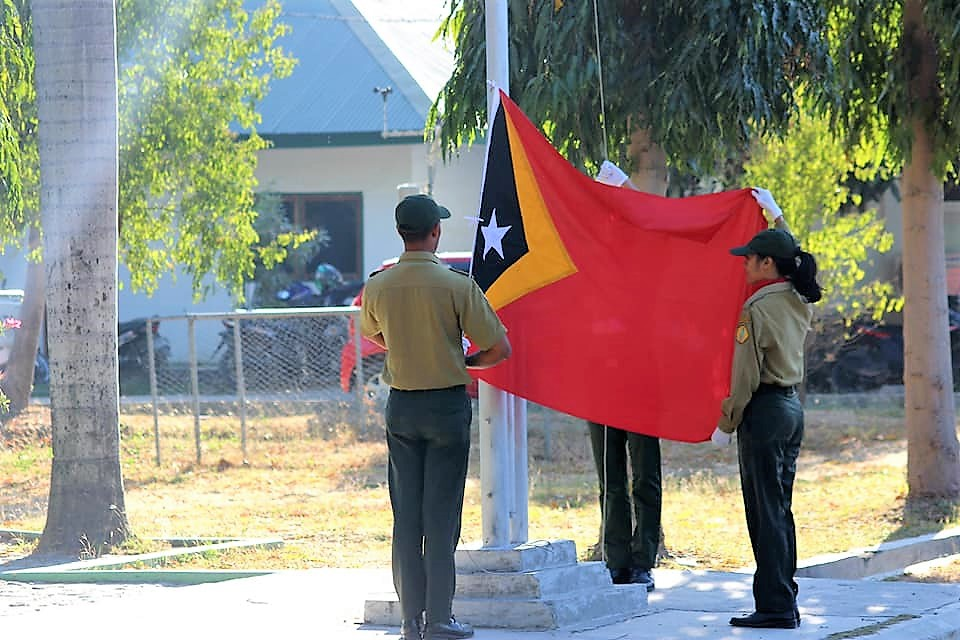
Monatliche Flaggenzeremonie beim Landwirtschafts- und Fischereiministerium

Das Ministerium für Landwirtschaft und Fischerei ist die Regierungsabteilung, die für die Konzeption, Umsetzung, Koordinierung und Bewertung der vom Ministerrat festgelegten und genehmigten Politik in den Bereichen Land- und Forstwirtschaft, Fischerei und Viehzucht zuständig ist.
Zu den Aufgaben gehört Vorschläge für die Politik und Gesetze und Vorschriften zu entwerfen, die für die Verantwortungsbereiche des Ministeriums erforderlich sind, Gewährleistung der Umsetzung und Kontinuität von Programmen zur Entwicklung des ländlichen Raums in Abstimmung mit anderen Regierungsabteilungen, die für den Bereich der Entwicklung des ländlichen Raums zuständig sind, die Einrichtung technischer Unterstützungszentren für Landwirte, technische und landwirtschaftliche Ausbildung verwalten, Förderung der Agrarforschung und Optimierung landwirtschaftlicher Flächen, Kontrolle der Landnutzung für landwirtschaftliche Produktionszwecke, die Förderung und Überwachung der Tiergesundheit, die Förderung der Agrar- und Fischereiindustrie, die Förderung und Kontrolle der Lebensmittelproduktion, einschließlich der Saatgutproduktion, die Quarantänedienste verwalten, die Förderung der Entwicklung des ländlichen Raums in Abstimmung mit dem Koordinierungsminister für Wirtschaft durch Einführung eines kooperativen Systems zur Erzeugung und Vermarktung der landwirtschaftlichen Produktion, Machbarkeitsstudien für die Installation von Bewässerungssystemen, die Wasserspeicherung sowie den Bau der jeweiligen Anlagen durchzuführen, die Bewirtschaftung von Waldressourcen und Flusseinzugsgebieten in Abstimmung mit dem Koordinierungsminister für Wirtschaft, dem Ministerium für Tourismus, Handel und Industrie und dem Ministerium für den öffentlichen Dienst, die Förderung der Produktion von Industrieanlagen, insbesondere für den Anbau von Kaffee, die Bewirtschaftung der Wasserressourcen für landwirtschaftliche Zwecke, die Förderung und Überwachung des Fischerei- und Aquakultursektors, Mechanismen für die Zusammenarbeit und Koordinierung mit anderen Regierungsstellen mit Aufsicht über verwandte Bereiche einrichten, Nationalparks, Schutzgebiete und Botanische Gärten verwalten, die Gewährleistung des Schutzes und der Erhaltung der Natur und der biologischen Vielfalt, Überwachung der Umsetzung der Politik und Überwachung von Aktivitäten, die sich nachteilig auf die Integrität der nationalen Fauna und Flora auswirken, in Zusammenarbeit mit verbundenen Unternehmen.

## Untergeordnete Behörden
Dem Ministerium ist das Institut zur Forschung, Entwicklung, Ausbildung und Werbung für Bambus (IP).